# Castes i tribus reconegudes
Les castes i tribus reconegudes (CR/TR), format per les Castes Reconegudes (CR) i les Tribus Reconegudes (TR), són els grups de població que estan explícitament reconeguts per la Constitució de l'Índia. Anteriorment eren anomenades "classes deprimides " pels britànics. Les CR/TR representen conjuntament un 24% de la població de l'Índia, format per un 16% per les castes registrades i un 8% per les tribus registrades, segons el cens de l'Índia del 2001. La proporció de les castes i tribus reconegudes ha augmentat respecte a la població total de l'Índia des de la independència el 1947.
Les Castes Reconegudes de l'Índia són també conegudes com a persones de la tribu Dalit Scheduled Tribe people. També se’ls coneix com a Adivasis.
Després de la independència, les Castes Reconegudes s'han beneficiat de la política de reserva. Aquesta política va ser una part íntegra de la constitució gràcies als esforços del Dr. Ambedkar, que va ser el líder de les classes deprimides i va participar en les conferències en taula rodona i va lluitar pels seus drets. La constitució estableix els principis generals de la política d'afirmació de les castes i tribus reconegudes.

Percent of scheduled tribes in India by tehsils by census 2011

## Castes i tribus reconegudes el 2010
Algunes subcastes de les Castes Reconegudes han millorat relativament des del punt de vista econòmic. Com a benefici de la Reserva han adquirit formació tècnica i de gestió. Molts d'ells treballen en el sector públic, degut a un determinat percentatge d'escons reservats per ells en el sector públic. No obstant això, la condició predominant de les CR/TR no es pot determinar en el sector privat, donada l'absència de reserva de places i la manca de dades.

## Història
Des del 1850, aquestes comunitats han estat generalment denominades com les classes deprimides. A principis del segle XX a va produir una gran activitat en el Raj britànic per avaluar la viabilitat d'una autonomia responsable de l'Índia. L'Informe de les Reformes Morley-Minto, l'Informe de les Reformes Montagu-Chelmsford, i la Comissió Simon, va ser algunes de les iniciatives que es van realitzar en aquest sentit. Una de les qüestions més debatudes de les reformes proposades, va ser el tema de la reserva de places per les classes deprimides a les legislatures provincials i central.
El 1935, els britànics van a aprovar una llei de govern dissenyada per donar un major autogovern a les províncies indies i establir una estructura nacional federal. La reserva d'escons per les classes deprimides es va incorporar a la llei, la qual va entrar en vigor el 1937. La llei va comportar l'ús del terme Castes Reconegudes, i va definir el grup com a inclusió d'aquelles castes, races o tribus o parts de grups dins de les castes, races o tribus, que apareixen en el Consell de Sa Majestat i corresponent a les classes de persones anteriorment conegudes com a "classes deprimides", com el Consell de Sa Majestat prefereix. Aquesta definició discrecional es va aclarir en l'Ordre del Govern de l'Índia (Castes Reconegudes), 1936 que contenia una llista, o annex, de les castes de totes les províncies administrades pels britànics.
Després de la independència, l'Assemblea Constituent de l'Índia va mantenir la vigència de la definició de castes i tribus reconegudes, i li va donar (per mitjà dels articles 341 i 342) al President de l'Índia i als Governadors dels estats, la responsabilitat de compilar una llista completa de castes i tribus, i també el poder per modificar-la segons es necessités. L'actual llista completa de castes i tribus es va fer per mitjà de dues ordres, l'Ordre Constitucional (Castes Reconegudes) de 1950, i l'Ordre Constitucional (Tribus Reconegudes) de 1950 respectivament.

## Marc constitucional per la protecció d'interessos
La Constitució proporciona un marc amb una estratègia basada en tres fronts, per millorar la situació de les castes i tribus reconegudes.
1. Mesures de protecció – Aquestes són mesures necessàries per fer complir la igualtat, per proporcionar les mesures punitives per les transgressions, per eliminar les pràctiques establertes que perpetuen les desigualtats, etc. Una sèrie de lleis van ser promulgades per posar en pràctica les disposicions de la Constitució. Alguns exemples d'aquestes lleis són la The Untouchability Practices Act de 1955, la  Scheduled Caste and Scheduled Tribe (Prevention of Atrocities) Act de 1989 o la The Employment of Manual scavengers and Construction of Dry Latrines (Prohibition) Act de 1993.
2. Acció afirmativa – Proporcionar un tractament preferencial positiu en l'assignació de llocs de treballs i accés a l'educació superior, com a mitjà per accelerar la integració de les castes i tribus reconegudes amb la societat nacional. L'acció afirmativa és també coneguda com a Reserva de l'Índia.
3. Desenvolupament – Proporcionar els recursos i beneficis per reduir l'àmplia escletxa en condicions socials i econòmiques entre les castes i tribus reconegudes i altres comunitats.

### Comissions nacionals
Per aplicar d'una manera efectiva les salvaguardes incorporades a la Constitució i altres legislacions, la Constitució de l'Índia, per mitjà dels Articles 338 i 338A, proporciona dues comissions estatutàries: la National Commission for Scheduled Castes i la National Commission for Scheduled Tribes.

#### Història
A la Constitució original, l'Article 338 proporcionava un funcionari especial, anomenat Comissari per les Castes Reconegudes (CR) i les Tribus Reconegudes (TR), amb la responsabilitat de controlar l'aplicació efectiva de les diverses salvaguardes establertes a la Constitució per a les castes i tribus reconegudes, així com altres legislacions, e informar al President. Per facilitar una gestió eficient dels deures, es van crear 17 oficines regionals del Comissionat al llarg del país.
En la seva representació, hi havia una comissió, formada per diversos membres, en substitució del Comissari. Es va proposar que la 48a esmena de la Constitució modifiqués l'Article 338 per permetre aquesta proposta. Mentre es debatia l'esmena, el Ministre de Benestar Social va emetre una resolució administrativa per establir la Comissió pel CR/TR com un comitè multi-membre que compliria amb les mateixes funcions que el comissari del CR/TR. La primera comissió es va crear l'agost de 1978. Les funcions de la comissió es va modificar el setembre de 1987 per assessorar al govern sobre les qüestions de política general i els nivells de desenvolupament de les CR/TR.
El 1990, l'Article 338 va ser esmenat per donar llum a la Comissió Nacional per les Castes Reconegudes i Tribus Reconegudes, per mitjà de la seixanta-cinquena esmena de la Constitució. La primera comissió es va constituir el març de 1992 substituint al Comissari per les Castes i Tribus Reconegudes i a la Comissió creada per la resolució del Ministre de Benestar Social del 1987.
El 2002, es va esmenar de nou la Constitució per dividir la Comissió Nacional per les Castes Reconegudes i Tribus Reconegudes en dues comissions separades: la Comissió Nacional per les Castes Reconegudes i la Comissió Nacional per les Tribus Reconegudes.

## Distribució
L'informe del Comitè Sachar del 2006, va revelar que les castes i tribus reconegudes de l'Índia no estan limitades per l'hinduisme. La 61a ronda de l'enquesta de la NSSO, va descobrir que gairebé el 90% del budistes i un terç dels sikh de l'Índia pertanyien a les Castes Reconegudes a la Constitució mentre que una terç dels cristians pertanyien a Tribus Reconegudes de la Constitució.
| Religió         | Casta Reconeguda | Tribu Reconeguda |
| --------------- | ---------------- | ---------------- |
| Budisme         | 89,50%           | 7,40%            |
| Cristianisme    | 9,00%            | 32,80%           |
| Sikhisme        | 37,0%            | 0,90%            |
| Hinduisme       | 22,20%           | 9,10%            |
| Zoroastrianisme | -                | 15,90%           |
| Jainisme        | -                | 2,60%            |
| Islam           | 0,80%            | 0,50%            |

## Subplà de Castes Reconegudes (Scheduled Caste Sub-Plan - SCSP)
El Subpla de Castes Reconegudes (SCSP), desenvolupat el 1979, és una de les intervencions més importants durant el procés de planificació per al desenvolupament social, econòmic i educatiu de les castes i de millora en les seves condicions de vida i de treball. Es tracta d'una estratègia general per assegurar el flux de prestacions financeres específiques i beneficis físics de tots els sectors generals de desenvolupament en benefici de les Castes Reconegudes.
Implica un flux orientat dels fons i dels beneficis associats del pla anual dels Estats i Territoris de la Unió (TU), en almenys la proporció de la població de les Castes Reconegudes, és a dir, el 16% de la població total del país o de l'estat en particular. En l'actualitat, 27 Estats o Territoris de la Unió amb grans poblacions formades per persones de les Castes Reconegudes, estan duent a terme el Subpla de Castes Reconegudes. Tot i que la població de castes reconegudes, segons el cens de 2001, va ser 16,66 crores, és a dir, el 16,23% de la població total de l'Índia, les assignacions realitzades a través de SCSP en els últims anys han estat molt inferiors a la proporció poblacional.

## Membres destacats del CR/TR
- B. R. Ambedkar, també conegut com a Babasaheb, va ser un jurista, líder polític, activista budista, pensador, filòsof, historiador, antropòleg, orador, prolífic escriptor, economista, editor, erudit, i revolucionari i evangelista del budisme a l'Índia. També va ser el principal arquitecte de la Constitució de l'Índia.
- Birsa Munda, lluitador per la llibertat de l'Índia durant la lluita per la independència contra el colonialisme britànic.
- K.R. Narayanan, desè President de l'Índia
- K.G. Balakrishnan, ex cap de justicia de l'Índia
- Babu Jagjivan Ram, ex Viceprimer Ministre de l'Índia
- G.M.C. Balayogi (1951-2002) (Primer president dalit del Lok Sabha (Cambra baixa del Parlament de l'Índia))
- Damodaram Sanjivayya (1921-1972) (primer Primer Ministre dalit d'un estat a l'Índia i primer President dalit del partit Indian National Congress)
- Kashi Ram, fundador del Bahujan Samaj Party
- Ajit Jogi, primer Primer Ministre de Chhattisgarh, Índia
- Mayavati, Primer Ministre d'Uttar Pradesh.
- Dr. Faguni Ram, Ph.D (tres vegades membre del Parlament i ex Ministre d'estat)
- Bangaru Laxman, ex President del Bharatiya Janata Party (BJP)
- Sushilkumar Shinde, Current Cabinet Minister for Power
- Shibu Soren, actual Primer Ministre de Jharkhand.
- Meira Kumar, política i cinc vegades membre del Parlament. Va ser la primera dona escollida, sense oposició, com a Presidenta del Lok Sabha el 3 de juny de 2009.
- Ram Vilas Paswan, President del Lok Janshakti Party
- Divya Bharti, actriu de Bollywood.
- Meira Kumar,President del Lok Sabha
- Namo Narayan Meena, (2 cops membre del Parlament i actual Ministre d'estat)
- Yad Ram Meena, ex jutge de diversos Tribunals Suprems.
- K L Meena, ex Director General de Policia a Rajasthan
- Golma Devi, Ministre del govern de Rajasthan.
- Harish Meena, actual Director General de Policia de Rajasthan